# Томаш Влчек
Томаш Влчек (чеськ. Tomáš Vlček, нар. 28 лютого 2001) — чеський футболіст, захисник празької «Славії» і національної збірної Чехії.

## Клубна кар'єра
Народився 28 лютого 2001 року. Вихованець юнацьких команд футбольних клубів Новомєстський» (Кладно), «Кладно» та «Славія» (Прага). В сезоні 2018/19, в якому головна команда «Славії» зробила «золотий дубль», вигравши чемпіонат і Кубок Чехії, потрапляв до її заявки, однак взяв участь лише у двох матчах на Кубок. 
Повноцінно у дорослому футболі дебютував 2019 року виступами на правах оренди за друголіговий «Усті-над-Лабем». Згодом ще два сезони провів в оренді у складі «Височини» (Їглава), після чого був орендований клубом «Пардубиці», у складі якого дебютував в елітному чеському дивізіоні і де провів наступний рік своєї кар'єри гравця.
Влітку 2023 року повернувся до «Славії», де почав отримувати дедалі більше ігрового часу.

## Виступи за збірні
2017 року дебютував у складі юнацької збірної Чехії (U-17), загалом на юнацькому рівні взяв участь у 41 іграх, відзначившись одним забитим голом.
Протягом 2022–2023 років залучався до складу молодіжної збірної Чехії. На молодіжному рівні зіграв у 4 офіційних матчах. Був учасником молодіжного Євро-2023, на якому чехи не вийшли із групи.
2024 року дебютував в офіційних матчах у складі національної збірної Чехії.

## Статистика виступів

### Статистика клубних виступів
Станом на 20 червня 2023
| Сезон                | Команда              | Чемпіонат            | Чемпіонат | Чемпіонат | Національний кубок | Національний кубок | Національний кубок | Континентальні кубки | Континентальні кубки | Континентальні кубки | Інші змагання | Інші змагання | Інші змагання | Усього | Усього |
| Сезон                | Команда              | Ліга                 | Ігор      | Голів     | Ліга               | Ігор               | Голів              | Ліга                 | Ігор                 | Голів                | Ліга          | Ігор          | Голів         | Ігор   | Голів  |
| -------------------- | -------------------- | -------------------- | --------- | --------- | ------------------ | ------------------ | ------------------ | -------------------- | -------------------- | -------------------- | ------------- | ------------- | ------------- | ------ | ------ |
| 2018–19              | «Славія»             | 1Л                   | 0         | 0         | КЧ                 | 2                  | 0                  | ЛЧ+ЛЄ                | 0                    | 0                    | -             | -             | -             | 2      | 0      |
| лип.-груд. 2019      | «Усті-над-Лабем»     | 2Л                   | 7         | 0         | КЧ                 | 2                  | 0                  | -                    | -                    | -                    | -             | -             | -             | 9      | 0      |
| 2020–21              | «Височина»           | 2Л                   | 26        | 0         | КЧ                 | 3                  | 0                  | -                    | -                    | -                    | -             | -             | -             | 29     | 0      |
| 2021–22              | «Височина»           | 2Л                   | 29        | 1         | КЧ                 | 3                  | 0                  | -                    | -                    | -                    | -             | -             | -             | 32     | 1      |
| Усього за «Височину» | Усього за «Височину» | Усього за «Височину» | 55        | 1         |                    | 6                  | 0                  |                      | -                    | -                    |               | -             | -             | 61     | 1      |
| 2022–23              | «Пардубиці»          | 1Л                   | 32+2      | 1         | КЧ                 | 1                  | 0                  | -                    | -                    | -                    | -             | -             | -             | 35     | 1      |
| Усього за кар'єру    | Усього за кар'єру    | Усього за кар'єру    | 94+2      | 2         |                    | 11                 | 0                  |                      | 0                    | 0                    |               | -             | -             | 107    | 2      |

## Титули і досягнення
- Чемпіон Чехії (2):

«Славія»: 2018-2019, 2024-2025
- Володар Кубка Чехії (1):

«Славія»: 2018-2019